# Bea von Malchus
Bea von Malchus (* 1. Mai 1959 in Freiburg im Breisgau) ist eine deutsche Schauspielerin.

## Leben
Bea von Malchus wurde am 1. Mai 1959 in Freiburg geboren. Sie erlangte den akademischen Grad Magister Artium in Germanistik und Geschichte. Seit 1981 arbeitete sie fest angestellt und frei an verschiedenen Theatern in Deutschland und der Schweiz als Schauspielerin, Dramaturgin, Regisseurin und Autorin. 1996 begann sie, Geschichten zu erzählen und tut das – neben wenigen Schreib- und Regieaufträgen – im Rahmen ihrer Eigenproduktionen bis heute.

## Auszeichnungen
Sie erhielt ein dreijähriges Stipendium der Stadt Freiburg für herausragende Leistungen im Bereich Theater. Für ihre Produktion NIBELUNGEN! wurde sie 2003 mit dem Stuttgarter Theaterpreis ausgezeichnet (Publikumspreis und 2. Preis der Jury), sowie mit dem Heidelberger Theaterpreis PUCK (Publikumspreis und Preis der Jury) und für den Schweizer Kleinkunstpreis nominiert.

## Produktionen
Seit 1996 widmet sich Bea von Malchus dem Solo- und Erzähltheater. Sie hat bisher vierzehn Solotheaterproduktionen basierend auf eigenen Texten herausgebracht:
- Heinrich VIII. – very british, very blutig, very unterhaltsam
- Dornröschen – ein Grimmiger Abend
- metAMORphosen – Göttliche Geschichten sehr frei nach Ovid
- NIBELUNGEN! –  ein Mordsvergnügen
- BIBELFEST!? – das Schönste aus dem Alten Testament
- Bazilikonmädchen – eine orientalische Liebesgeschichte
- Geschichten von Pu der Bär – für Menschen ab 6 Jahren
- Die 7 Todsünden – Eine Sitz-Revue für Eremiten
- Shake Lear! – Greise, Wahnsinn, Shakespeare
- Wind in den Weiden – ein tierisch-viktorianischer Abend
- Die Kennedys – ein Western ohne Pferde
- QUEENS! – You can´t always get what you want
- Yankee Jodel! – In die Alpen mit Mark Twain
- Bücher
- Köchel-Verzeichnis – Ein vegetarisches Kochbuch, 2019
- Vier Jahreszeiten – Vegetarisch. Saisonal. Abgefahren. Kochen. 2020
- "SÄWENTITU" Geschichten aus dem Jahr 1972.  2021